# Strossmayeria atriseda
Strossmayeria atriseda är en svampart som först beskrevs av Anton Eleutherius Sauter, och fick sitt nu gällande namn av Iturr. 1990. Strossmayeria atriseda ingår i släktet Strossmayeria och familjen Helotiaceae.   Inga underarter finns listade i Catalogue of Life.